# Leôncio (poeta)
Leôncio (em latim: Leontius) foi um escolástico e poeta bizantino de meados do século VI, ativo durante o reinado do imperador Justiniano (r. 527–565). Foi autor de numerosos poemas inclusos no Ciclo de Agátias e preservados na Antologia Grega. Em dois de seus poemas é descrito como "Leôncio, o Minotauro", mas não se sabe se é seu apelido ou de seu pai. Três de seus poemas honram os oficiais Gabriel, Calínico e Pedro Barsimes.